# Conchyoline

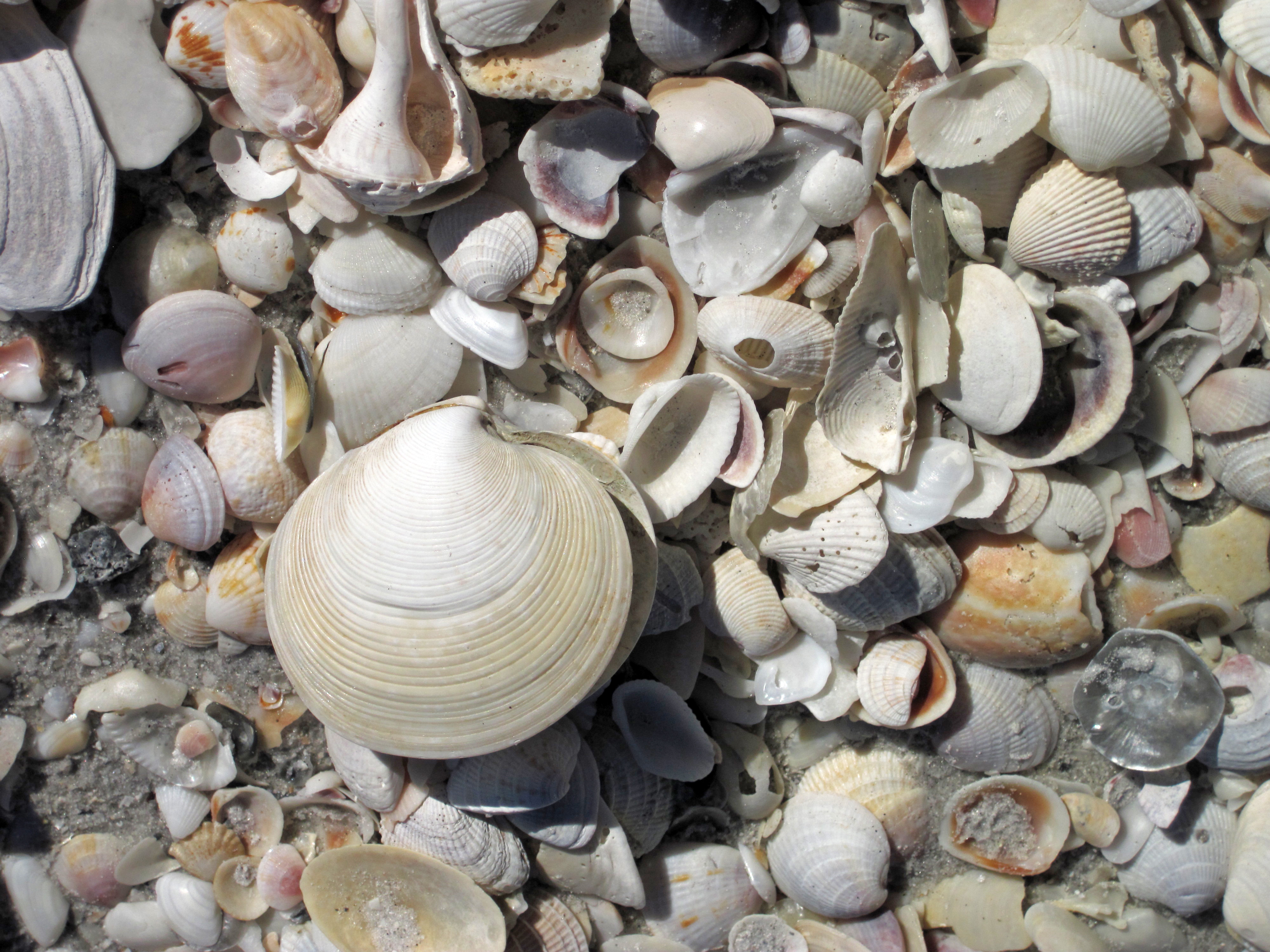
La conchioline est un élément important des coquilles de mollusques (ici presque exclusivement des bivalves sur la plage de l'île de Cayo Costa, sur la côte du Golfe de Floride).

La conchyoline ou perlucine est un complexe de macromolécules organiques, des protéines fibreuses chitinoïdales, associé à des polysaccharides, qui forment une matrice extracellulaire souple sécrétée par le manteau des mollusques. Cette matrice est minéralisée par de la calcite ou de l'aragonite (selon les espèces) pour former la structure rigide qui permet la construction de leur coquille. 
Les molécules constituant la conchyoline et le carbonate de calcium qui forment l'aragonite sont sécrétées par le manteau. C'est la matrice organique qui permet aux mollusques de produire de l'aragonite plutôt que de la calcite, de la même manière qu'interagissent le collagène et les cristaux d'hydroxyapatite dans l'os des vertébrés. Ces molécules, en permettant la présence d'agrégats, donnent à la nacre une étonnante résistance à la rupture, 3 000 fois supérieure à celle de l'aragonite seule.
La conchyoline est aussi utilisée par certains mollusques, notamment les gastéropodes néritomorphes (par exemple les nérites), pour produire des capsules de protection des paquets d’œufs, sans doute pour les protéger de la prédation.